# Хацон
Хацон (?-615) е името на славянски вожд.
През първите десетилетия на VII век славянските племена в Македония драговити, сагудати, велегезити, берзити образуват военно-племенен съюз. Начело застава княз Хацон.
През 615 година под негово ръководство славяните обсаждат неуспешно Солун. Убит е по време на обсадата.